# Placówka Straży Celnej „Przychodzko”

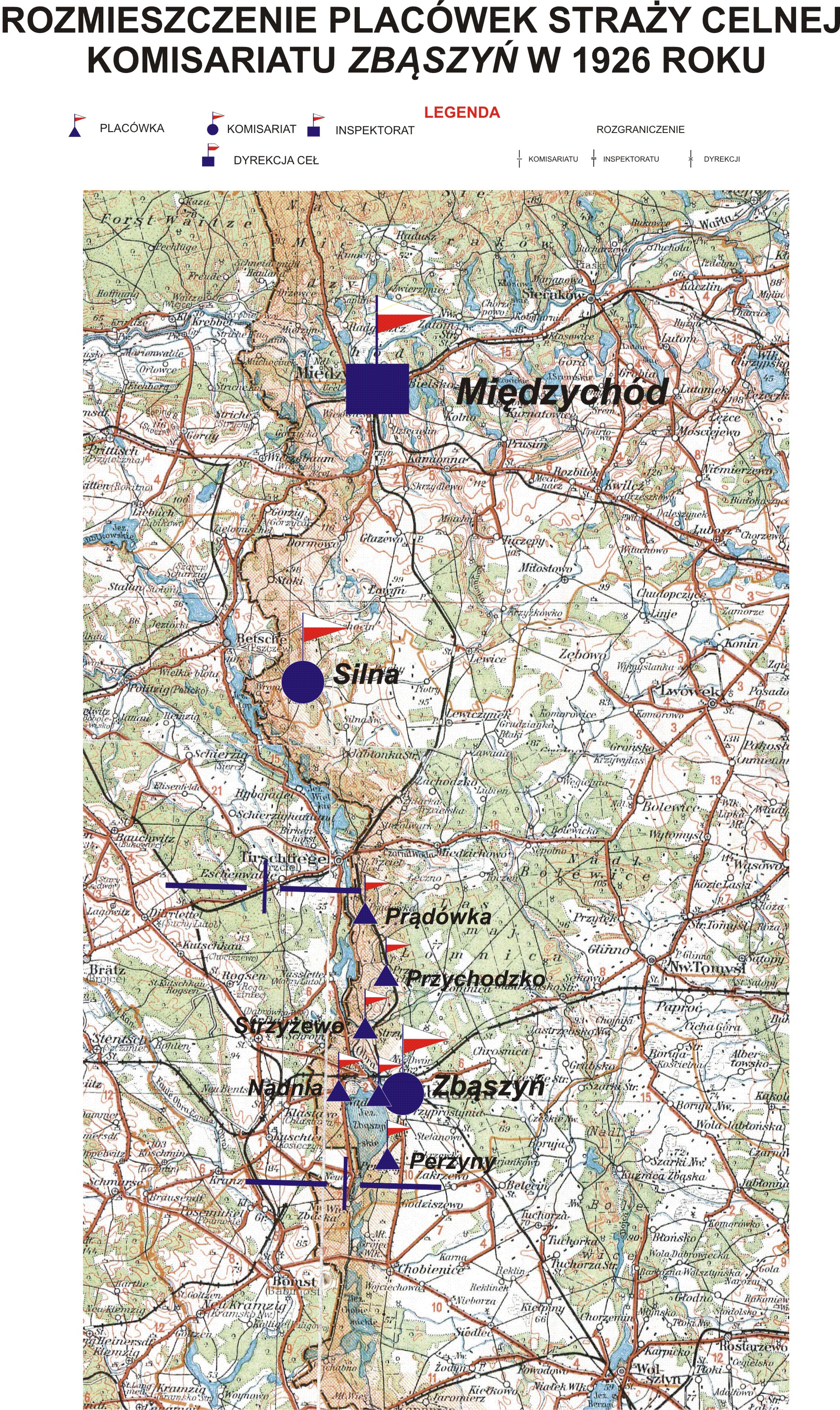
Rozmieszczenie placówek Straży Celnej Komisariatu Zbąszyń

Placówka Straży Celnej „Przychodzko” – jednostka organizacyjna Straży Celnej pełniąca w okresie międzywojennym służbę ochronną na granicy polsko-niemieckiej.

## Formowanie i zmiany organizacyjne
Na wniosek Ministerstwa Skarbu, uchwałą z 10 marca 1920 roku, powołano do życia Straż Celną. Od połowy 1921 roku jednostki Straży Celnej rozpoczęły przejmowanie odcinków granicy od pododdziałów Batalionów Celnych. Proces tworzenia Straży Celnej trwał do końca 1922 roku. Placówka Straży Celnej „Przychodzko” weszła w podporządkowanie komisariatu Straży Celnej „Zbąszyń” z Inspektoratu SC „Międzychód”.
W drugiej połowie 1927 roku przystąpiono do gruntownej reorganizacji Straży Celnej. W praktyce skutkowało to rozwiązaniem tej formacji granicznej. Ochronę północnej, zachodniej i południowej granicy państwa przejęła powołana z dniem 2 kwietnia 1928 roku Straż Graniczna.
Rozkazem nr 3 z 25 kwietnia 1928 roku w sprawie organizacji Wielkopolskiego Inspektoratu Okręgowego dowódca Straży Granicznej gen. bryg. Stefan Pasławski określił strukturę organizacyjną komisariatu SG „Zbąszyń”. W 1936 roku placówka Straży Granicznej I linii „Przychodzko” była się w jego strukturze.

## Funkcjonariusze placówki
Kierownicy placówki
| stopień    | imię i nazwisko, numer | okres pełnienia służby | kolejne stanowisko |
| ---------- | ---------------------- | ---------------------- | ------------------ |
| przodownik | Ignacy Wikarski (419)  | był w 1926             |                    |

Obsada personalna placówki w 1926:
- przodownik Ignacy Wikarski (419)
- starszy strażnik Franciszek Sadowski (1494)
- strażnik Jan Stróżyk (857)
- strażnik Antoni Frost (2256)
- strażnik Jan Kępski (3176)